# Final Notice
Pour plus de détails, voir Fiche technique et Distribution.
Final Notice est un téléfilm américain de Steven Hilliard Stern, diffusé le 29 novembre 1989.

## Fiche technique
- Titre original : Final Notice
- Réalisation : Steven Hilliard Stern
- Scénario : John Gay, d'après le roman La Louve à deux pattes (Final Notice) de Jonathan Valin
- Décors : Tony Hall
- Costumes : Shelley Komarov
- Photographie : Frank Tidy
- Montage : Barrett Taylor
- Musique : Tom Scott
- Production : Paul Freeman
  - Production déléguée : Jay Bernstein, Jeffrey Morton
- Société(s) de production : Wilshire Court Productions
- Société(s) de distribution : Paramount Home Video
- Budget : 
  - 3 000 000 $ US[2]
- Pays d'origine : États-Unis
- Année : 1989
- Langue originale : anglais
- Format : couleur – 1,33:1 – stéréo
- Genre : drame, crime
- Durée : 91 minutes
- Dates de sortie : 
  -  États-Unis : 29 novembre 1989

## Distribution
- Gil Gerard : Harry Stoner
- Melody Anderson : Kate Davis
- Jackie Burroughs :
- Kevin Hicks :
- Louise Fletcher : Mrs. Lord
- David Ogden Stiers :
- Steve Landesberg : Lt. Al Frank
- Howard Jerome : George Sachs
- Malcolm Stewart : George Devries
- Alan C. Peterson[3] : Norris Cotts
- Ted Dykstra : Gerald Arthur